# King (condado de Waupaca)
King es un lugar designado por el censo (en inglés, census-designated place, CDP) ubicado en el condado de Waupaca, Wisconsin, Estados Unidos. Según el censo de 2020, tiene una población de 1242 habitantes.

## Geografía
La localidad está ubicada en las coordenadas 44°20′32″N 89°7′29″O / 44.34222, -89.12472 (44.342086, -89.12485). Según la Oficina del Censo de los Estados Unidos, King tiene una superficie total de 6.17 km², de la cual 5.71 km² corresponden a tierra firme y 0.46 km² son agua.

## Demografía
Según el censo de 2020, hay 1242 personas residiendo en King. La densidad de población es de 218 hab./km². El 96.05% de los habitantes son blancos, el 0.56% son afroamericanos, el 0.64% son amerindios, el 1.21% son asiáticos, el 0.16% son de otras razas y el 1.37% son de una mezcla de razas. Del total de la población, el 0.72% son hispanos o latinos de cualquier raza.